# Mont-Saint-Jean, Sarthe
Mont-Saint-Jean är en kommun i departementet Sarthe i regionen Pays de la Loire i nordvästra Frankrike. Kommunen ligger i kantonen Sillé-le-Guillaume som tillhör arrondissementet Mamers. År 2022 hade Mont-Saint-Jean 633 invånare.

## Befolkningsutveckling
Antalet invånare i kommunen Mont-Saint-Jean
| Referens: INSEE |